# 荒戸源次郎
荒戸 源次郎（あらと げんじろう、1946年10月10日 - 2016年11月7日）は、日本の映画プロデューサー、映画監督、俳優である。劇団天象儀館主宰。本名は吉村敏夫（よしむら としお）。

## 来歴
1946年10月10日、長崎県に生まれる。船乗りだった父方の祖父は隠れキリシタンで、ポルトガル系ともいわれる外国人の血を引いていた。生後間もなく福岡市に転居し、九州大学入学時まで福岡に住む。高校時代はラグビー部に所属し、熊本のヤクザの家に寝泊りし、パチンコ屋で用心棒まがいの仕事をしていたこともある。
学生運動に身を投じ、九州大学建築科を数か月で中退して上京。唐十郎主宰の劇団状況劇場と出合い、演劇の道に進む。状況劇場では若頭的な存在だったが、公演中、劇団仲間3人に暴力をふるったため10か月でクビになった（このとき、荒戸の後釜として入ったのが根津甚八だった）。
1972年、上杉清文らと劇団天象儀館を旗揚げする。他の団員に、杉田一夫（作曲家）、秋山道男、櫻木徹郎（さぶ (雑誌)編集長）、熊倉正雄、田中陽造、大和屋竺、河内紀、平岡正明がいた。劇団員は全員で一軒家を借りて共同生活をしていた。1973年、大和屋竺監督、田中陽造脚本による映画『愛欲の罠』を製作、自ら主演した。
1980年、鈴木清順監督の『ツィゴイネルワイゼン』を製作する。同作の映画公開のために専用の小屋を建てるという、製作・興行を一体で行う方式（シネマ・プラセット）を成功させる。1981年には、やはり鈴木清順監督の『陽炎座』を製作。
1989年、監督阪本順治と俳優赤井英和のデビュー作品『どついたるねん』を手がける。その後、鈴木清順監督の『夢二』、阪本順治監督の『鉄拳』『王手』『トカレフ』、そして坂東玉三郎監督の『外科室』などを製作した。
1995年、内田春菊原作の『ファザーファッカー』で映画監督デビューを果たす。2003年、車谷長吉原作の『赤目四十八瀧心中未遂』を監督し、主演の大西滝次郎と寺島しのぶの映画デビューを手がける。同作は、毎日映画コンクール日本映画大賞、ブルーリボン賞作品賞などを受賞し、キネマ旬報ベストテンでは第2位に選出された。
2005年、大森立嗣監督の『ゲルマニウムの夜』の上映を目的として、映画館の一角座が上野公園の東京国立博物館の敷地内に建てられ、その製作総指揮を執る。2007年、小説家の夏石鈴子と結婚する。2010年、生田斗真主演の『人間失格』を監督する。
2013年、劇作家の松枝佳紀の出演要請を受け入れ、劇団アロッタファジャイナの公演『国家〜偽伝、桓武と最澄とその時代〜』に最澄の師行表役として出演した。同年、夏石鈴子との離婚が成立した。2014年、状況劇場の後輩となる佐野史郎を主演に迎えた舞台『安部公房の冒険』を演出し、新国立劇場小劇場にて上演した。
2016年11月7日、虚血性心疾患のため死去。70歳没。

## 自身のベスト作品
『キネマ旬報オールタイムベスト映画遺産200　外国映画篇(2009)』20pで、ジャン・コクトー『オルフェ』、フェデリコ・フェリーニ『道』、ビリー・ワイルダー『お熱いのがお好き』、リチャード・レスター『ビートルズがやって来るヤァ!ヤァ!ヤァ!』、ロジェ・ヴァディム『血とバラ』、クリント・イーストウッド『ミリオンダラー・ベイビー』、ギャヴィン・ミラー『ドリーム・チャイルド』、ノーマン・ジュイソン『シンシナティ・キッド』、ハワード・ホークス『リオ・ブラボー』、サム・ペキンパー『ワイルドバンチ』を挙げている。

## フィルモグラフィー
特記のないものは製作のみ担当。

### 映画
- 戦国ロック 疾風の女たち（1972年） - 出演
- 愛欲の罠（1973年） - 製作・出演
- ツィゴイネルワイゼン（1980年）
- 時の娘（1980年） - 出演
- 陽炎座（1981年）
- ヘリウッド（1982年）
- どついたるねん（1989年）
- 鉄拳（1990年）
- 王手（1991年）
- 夢二（1991年）
- 外科室（1992年）
- エロティックな関係（1992年） - 出演
- RAMPO（1994年） - 出演
- トカレフ（1994年）
- ファザーファッカー（1995年） - 監督
- 水の中の八月（1995年） - 出演
- 人間の屑（2001年） - 出演
- 赤目四十八瀧心中未遂（2003年） - 監督
- ラブドガン（2004年） - 出演
- ゲルマニウムの夜（2005年）
- 人間失格（2010年） - 監督
- 捨てがたき人々（2013年） - 出演

### オリジナルビデオ
- 春桜 ジャパネスク（1983年）

### テレビドラマ
- 硝子の葦（2015年、WOWOW） - 出演

### 舞台
- 国家〜偽伝、桓武と最澄とその時代〜（2013年、アロッタファジャイナ） - 出演
- 安部公房の冒険（2014年、アロッタファジャイナ） - 演出